# Marlon & Maicon
Marlon & Maicon foi uma dupla sertaneja brasileira formada pelos irmãos Marlon Fabrício de Oliveira (Criciúma, 7 de dezembro de 1977) e Maicon Fábio de Oliveira (Criciúma, 5 de junho de 1979).

## História
Marlon e Maicon nasceram em Criciúma, Santa Catarina, filhos de Luís de Oliveira Filho e Lídia Zanardi de Oliveira. 
Desde pequenos acompanhavam o pai em suas turnês, sendo ele o responsável por ensiná-los a cantar, tocar e compor. Assim, a dupla iniciou a carreira em 1985, quando fizeram uma participação na música "Obrigado a Mentir" da dupla Luís & Isaac, respectivamente, pai e tio dos irmãos .
Começaram a atuar profissionalmente a partir de 1990, realizando shows em festas de prefeituras e feiras agropecuárias. Em 1998, decidiram ir para o Rio de Janeiro, onde gravaram um CD demonstrativo com o título “A Cara do País”. Em janeiro de 2000, um projeto piloto foi levado por Tom Gomes para os diretores da gravadora Indie Records que contrataram a dupla. 
Em 2001 a dupla lançou o primeiro CD, "Por Te Amar Assim", e se destacaram com o sucesso homônimo. A música "Por Te Amar Assim" foi sucesso imediato em todo o país, sendo a segunda música mais tocada em 2001. Esta, junto com outras canções como "Tá na cara" e "Tudo me lembra você", que um ano mais tarde seria gravada pelo cantor Leonardo renderam para a dupla um disco de ouro, um disco de platina e a indicação ao Grammy Latino de Melhor Álbum de Música Sertaneja. Em 2002 gravaram seu segundo CD, "Tudo azul", cujo destaque foi a faixa "Te peço fica comigo". Em 2003, a dupla lançou o CD "Sempre amei você", uma homenagem ao pai Luís, falecido precocemente aos 49 anos. 
Em 2004, lançaram o CD "Coração Aventureiro", com a participação internacional do cantor Robin Gibb (um dos membros fundadores da banda Bee Gees) e emplacando sucessos em novelas na Rede Globo, como a canção "Sem Palavras" (Cabocla) e também, "Coração Aventureiro" (América).
Depois de dois anos, lançaram um novo CD: "Ao Vivo e Acústico", onde a regravação da canção "Frisson", do cantor e compositor Tunai, e a música "Te dedico essa canção", ganharam espaço na mídia. Em 2008, lançaram o sexto álbum na carreira: "Uma lenda Vol. 6". 
Em 2012, voltaram ao topo com a música "Preciso de Você Agora" uma versão de "Need You Now", do grupo country Lady Antebellum com uma grande produção em seu videoclipe. Após uma semana no ar, o vídeo, que conta a história de um casal apaixonado que em meio a uma discussão no carro e que contém uma cena de atropelamento, havia atingido mais de dois milhões de visualizações. Entretanto, por ser considerado violento e após uma denúncia anônima, o vídeo foi temporariamente excluído pelo YouTube.
Em 2011, lançaram o DVD "10 anos de Sucesso", retratando a trajetória ao longo de uma década, segundo a assessoria da dupla. Além do CD, os irmãos também lançam o primeiro videoclipe, que foi gravado em São Paulo, da música de trabalho "Doida Varrida".
Em 2011, o cantor Marlon participou da quarta temporada do reality show A Fazenda, na TV Record, e terminou em 5° lugar na disputa, e em 2018, o mesmo participou da terceira temporada do reality show Power Couple Brasil, na mesma emissora.
Em maio de 2018, os irmãos anunciaram o fim da dupla, em um comunicado no Instagram dos artistas: “Com muita dor em nossos corações, viemos informar que a dupla Marlon e Maicon encerra sua parceria. Depois de 34 anos de luta, conquistas e derrotas, decidimos parar definitivamente com a nossa carreira”. A justificativa seriam mudanças no mercado musical: “O mercado mudou muito e percebemos que o espaço pra nossa música ficou restrito demais. Nossa parceria foi firmada com respeito, honestidade, alegria e, principalmente, muito amor. Queríamos mais, sonhávamos ainda mais e desejávamos fazer o que mais amamos pra sempre, mas infelizmente não temos mais força pra continuar”. e concluíram: “Somos gratos demais aos nossos fãs, que nos acolheram com tanto amor ao longo desses anos, à nossa família, que sempre nos incentivou, e, principalmente, a Deus, por tudo que ele nos permitiu viver e conquistar ao longo dessa história. Foi muito difícil pra nós essa decisão, mas esperamos que nossos fãs nos compreendam e que Deus ilumine nossos caminhos daqui pra frente!”.
Em junho de 2020, no contexto da pandemia de COVID-19, os irmãos Marlon e Maicon se reuniram para relembrar os mais de 30 anos de carreira em uma live solidária, com o objetivo de arrecadar doações para entidades que auxiliam pessoas em situação de vulnerabilidade social.

## Discografia
- 1992 - Maycon e Marlon
- 1999 - A Cara do País
- 2001 - Marlon e Maicon
- 2002 - Tudo Azul
- 2003 - Sempre Amei Você
- 2004 - Coração Aventureiro
- 2006 - Ao Vivo e Acústico
- 2008 - Uma Lenda Vol.6
- 2011 - 10 Anos de Sucesso - Ao Vivo (CD e DVD)

## Singles
- 2001 - "Por Te Amar Assim" - [1º lugar]
- 2001 - "A Minha História" - [38º lugar]
- 2001 - "Tá na Cara" - [2º lugar]
- 2002 - "Chama" - [88º lugar]
- 2002 - "Te Peço, Fica Comigo" - [2º lugar]
- 2002 - "Rezo" - [12º lugar]
- 2003 - "Você Vai se Arrepender" - [10º lugar]
- 2003 - "Rock and Roll Lullaby" - [16º lugar]
- 2004 - "Sem Palavras" - [32º lugar]
- 2004 - "Qualquer Jeito" - [38º lugar]
- 2005 - "Tantas Palavras" (feat: Robin Gibb) - [9º lugar]
- 2012 - "Beijinho Teu" - [35º lugar]

## Prêmios
- 2002 - Indicação ao Grammy Latino de melhor álbum de música sertaneja (álbum Marlon e Maicon (2001).[5]